# Латгальская литература
Латгальская литература — литература латгальцев. В основном, латгальская литература основана на латгальском, латышском, русском. Литература на латгальском языке также относится к латышской литературе.

## История

### Старолатгальская литература
Начало латгальской письменности восходит к середине XVIII века и связывается с первой сохранившейся до наших дней книгой на латгальском языке — Евангелия для всего года.
Возникновение второй — латгальской — письменной традиции в латышском языке связано с исторической, административной и культурной обособленностью Латгалии (после Альтмаркского перемирия 1629 г. — в составе Речи Посполитой, с 1772 г. — в составе Российской империи как часть Витебской губернии). Создатели латгальской книжности — деятели католической церкви, в первую очередь иезуиты, известные своим вниманием к языку местного населения, обращаемого ими в христианство. Поэтому издания XVIII — первой половины XIX в. в основном религиозного характера, это молитвенники, сборники песен, фрагменты Священного писания, изложение христианского учения в форме вопросов и ответов и т. д.
Возникновение светских изданий связано с деятельностью выпускников Краславской духовной семинарии (Краслава, раньше Креславка). Им принадлежит первая латгальская научно-популярная книга по пчеловодству Е. Акелевича, «Поучения» по разным отраслям сельского хозяйства и домашнего быта Е. Мацилевича (1850), «Словник» на трёх языках Ю. Курмина и др.
Развитию дальнейшей латгальской письменности препятствует запрет печати латиницей, который касался Латгалии как составной части Северо-Западного края. Большое значение в этот период имеет календарь барона Густава Мантейфеля, выходивший в течение девяти лет (1862—1871).